# Seznam družabnih plesov
Družabni ples se je razvijal vzporedno z razvojem glasbe in kulturnim življenjem družbe. Ples se je razvijal že zelo zgodaj, poznala so ga že antična ljudstva, danes pa je v modernih oblikah prisoten po vsem svetu. Najpogostejše oblike plesa so:
- Angleški valček,
- Bachata,
- Balboa,
- disco hustle,
- boogie woogie,
- Blues,
- Dunajski valček,
- gorenjski valček,
- gorenjska polka,
- dunajska polka,
- ča-ča-ča,
- pop polka,
- Paso doble,
- Bosa-nova,
- Fokstrot,
- Jive,
- quikstep,
- Lambada,
- lindy hop,
- Mambo,
- Merengue,
- moderen jive,
- R&R,
- ameriška koračnica,
- nemška koračnica,
- Rumba,
- Salsa,
- Samba,
- slowfox,
- swing,
- tango,...